# 維尼齊亞 (洛卡奇區)
50°47′20″N 24°40′27″E / 50.78889°N 24.67417°E
維尼齊亞（烏克蘭語：Війниця），是烏克蘭的村落，位於該國西部沃倫州，由沃洛德米爾區負責管轄，處於維尼齊亞河畔，始建於1542年，面積0.4平方公里，海拔高度225米，2001年人口298。